# Мотовилово (Печорский район)
Мотовилово — деревня в Печорском районе Псковской области России. Входит в состав сельского поселения «Изборская волость».
Расположена в 13 км к юго-востоку от города Печоры и в 7 км к северо-западу от Изборска.

## Население
Численность населения деревни на 2000 год составляет 10 человек, на 2011 год — 11 человек.
| 2001 | 2002 | 2010 |
| ---- | ---- | ---- |
| 10   | ↘7   | ↘6   |